# DMG森精機
DMG森精機株式会社（ディーエムジーもりせいき、英: DMG MORI Co.,Ltd.）は、世界最大手の工作機械製造会社。2014年7月に東京都江東区潮見に東京グローバルヘッドクォータを開設し、DMG MORIグループの本社を移転。
2022年7月には奈良県奈良市に第二本社として奈良商品開発センタを設立。東京グローバルヘッドクォータとともに、両拠点を本社とする二本社制を導入している。
5軸加工機・複合加工機・マシニングセンタ（MC）・数値制御（NC）旋盤（ターニングセンタ）・アディティブマニュファクチャリング（AM）機で強みを持つ。2013年9月までの旧社名は株式会社森精機製作所（もりせいきせいさくしょ）。ドイツのギルデマイスターグループ（DMG）と2009年から業務・資本提携を始め、2016年に経営統合完了。
JPX日経インデックス400の構成銘柄の一つ。

## 概要
主に工作機械（5軸加工機、複合加工機、マシニングセンタ、数値制御装置付旋盤（ターニングセンタ、アディティブマニュファクチャリング（AM）機）及びその他の製品）の製造、販売を手掛けている。工作機械製造会社としての歴史は古くないが、機械工作の主流がNC加工へと移って以降に急伸した。
2000年代からは複合加工機、2010年代からは5軸加工機、2020年代からは自動化システム、アディティブマニュファクチャリング機というように、約10年ごとに起こる社会的ニーズの大きな変化に応じて、ビジネスモデルを発展させ、提供する製品・サービスを成長させている。また、工作機械本体に加え、計測装置やソフトウェアの開発も行い、修理復旧サポート、アプリケーション、エンジニアリングを包括したトータルソリューションを提供している。また、自社製品を活用した高度な基幹部品の内製にも強みを持つ。
2023年には5軸・複合加工機による工程集約、ロボットやAMRによる自動化、GX（グリーン・トランスフォーメーション）、DX（デジタル・トランスフォーメーション）を活用して、サステナブルな社会を実現するMX（マシニング・トランスフォーメーション）という取り組みを発表した。
GXにおいては、三重県伊賀市の事業所の工場屋根に太陽光パネルを設置、設置面積約130,000㎡、パネル容量13,400kWで国内最大の自家消費型太陽光発電システムを導入した。
2023年度よりJapan National Orchestraの特別公演を株主優待として開始した。

## 歴史
1948年（昭和23年）に奈良県大和郡山市で創業した。当初は繊維機械を製造していたものの、1958年（昭和33年）に工作機械製造へ進出し、1968年（昭和43年）には数値制御式（NC）旋盤の製造を始めた。
2001年（平成13年）5月には、独創的なCNC立形研削盤で知られていた太陽工機が傘下入りし、 2002年（平成14年）には複合加工機で定評のあった日立精機の事業を吸収した。
2005年（平成17年）4月には、CNC旋盤における「ビルトインモータ・タレット」の開発において、2004年度日本機械学会賞（技術）を受賞した。
2009年（平成21年）3月、ヨーロッパ最大手の工作機械メーカー、ギルデマイスターグループ（Deckel-Maho-Gildemeister）と資本提携。
2010年（平成22年）3月末には、ソニーの子会社であるソニーマニュファクチュアリングシステムズから計測機器事業を買収し、株式会社マグネスケールを設立した。
2013年（平成25年）3月、ギルデマイスターグループとの提携強化の一環として社名を「DMG森精機株式会社」に変更することを発表し、同年10月1日付けで変更した。なおギルデマイスター社（GILDEMEISTER AKTIENGESELLSCHAFT）も社名を「DMG MORI SEIKI AKTIENGESELLSCHAFT」に変更している。
2014年（平成26年）7月、東京都江東区潮見に東京グローバルヘッドクォータ（グローバル本社）を開設。
2015年（平成27年）3月25日までの株式公開買い付け（TOB）で目標にしていた保有割合50%を超え、同年5月付けで独DMG MORI SEIKIを子会社化し、6月に社名をDMG MORI Seiki Aktiengesellschaft からDMG MORI Aktiengesellschaftに変更。これにより世界最大の工作機械メーカーとなった。また、同年4月1日には、アマダマシンツールより旋盤事業を譲り受けた。
2018年（平成30年）10月 創立70周年記念として顧客70社に5軸マシニングセンタ「DMU 50 3rd Generation 」70台を貸し出し、「5軸加工研究会」を発足、現在の会員は150社に上る
2019年（平成31年）10月 インドコインバトールラクシュミ社での立型マシニングセンタを生産委託開始
2020年（令和2年）5月 機械購入後のお役立ち情報を提供する会員制ポータルサイト「my DMG MORI」を立上げ
2020年（令和2年）5月 KDDI、NTTコミュニケーションズと5G環境構築による共同検討・実験を開始
2020年（令和2年）6月 金属積層造型機LASERTEC 30 DUAL SLMを発表
2020年（令和2年）7月 伊賀グローバルソリューションセンタをフルCG（4K画質）化したデジタルツインショールームを公開
2021年（令和3年）1月 DMG森精機 健康経営宣言
2022年（令和4年）3月 国立大学法人奈良女子大学と包括協定を締結し、女性工学系人材の育成支援を開始
2022年（令和4年）7月 奈良県奈良市に奈良商品開発センタ（第二本社）を開設
2022年（令和4年）9月 伊賀事業所に国内最大の自家消費型太陽光発電システムを導入
2023年（令和5年）4月 地域の顧客や学生に対し、工作機械の基礎的な内容から5軸加工機での高度な加工に関するトレーニングを提供する場として、DMG MORI ACADEMY浜松を開所。2023年5月に金沢、2023年9月に仙台、2024年5月に岡山が開所した。
2023年（令和5年）9月 倉敷機械株式会社の株式の取得（連結グループ化）を発表。2024年1月5日に倉敷機械を連結グループ化を完了。4月1日にDMG MORI Precision Boring株式会社に社名変更。
2024年（令和6年）3月 健康経営銘柄に初めて認定、ホワイト500に2年連続で認定。
2024年（令和6年）4月 大物鋳物部品の切削と研削加工に対応する第3精密加工工場を稼働。
2024年（令和6年）7月 SBTネットゼロ目標の認定取得。
2024年（令和6年）10月 伊賀事業所が2024年度デミング賞を受賞。
2025年（令和7年）4月 自動化システム専用工場として奈良事業所をリニューアル、AMイノベーションセンタ開設。

## 主要製品
- 5軸加工機
- 複合加工機
- マシニングセンタ
- アディティブマニュファクチャリング機
- ターニングセンタ（CNC旋盤）
- 自動化システム
- ソフトウェア（ユーザーインタフェース、テクノロジーサイクル、組込ソフトウェア）
- 計測装置
- 周辺機器、修理復旧サポート、アプリケーション、エンジニアリングを包括したトータルソリューション

## グローバル拠点
- 日本：三重県伊賀市、奈良県大和郡山市、奈良県奈良市、北海道札幌市、東京都渋谷区、新潟県長岡市、島根県出雲市
- ドイツ：バイエルン州フロンテン、ゼーバッハ、ノルトライン＝ヴェストファーレン州ビーレフェルト、ラインラントプファルツ州シュティップスハウゼン、ミュンヘン、シュツットガルト、フランクフルト、ハンブルク
- アメリカ合衆国：シカゴ、ボストン、ダラス、ロサンゼルス、ヒューストン、シアトル、ノースカロライナ州シャーロット、カリフォルニア州デービス
- ポーランド：プレシェフ
- イタリア：ミラノ、トルトナ、ベルガモ
- 中国：上海、天津、浙江省平湖
- インド：コインバトールラクシュミ（生産委託（OEM））
- ロシア：2022年3月に生産中止を発表[広報 25][広報 26][広報 27]

## 国内事業所
- 東京グローバルヘッドクォータ（東京都江東区）
- 奈良商品開発センタ（奈良県奈良市）
- 伊賀事業所（三重県伊賀市）
- 奈良事業所（奈良県大和郡山市）
- 東京デジタルイノベーションセンタ（東京都江東区）
- DMG森精機セールスアンドサービス株式会社（日本営業本社）（名古屋市中村区）

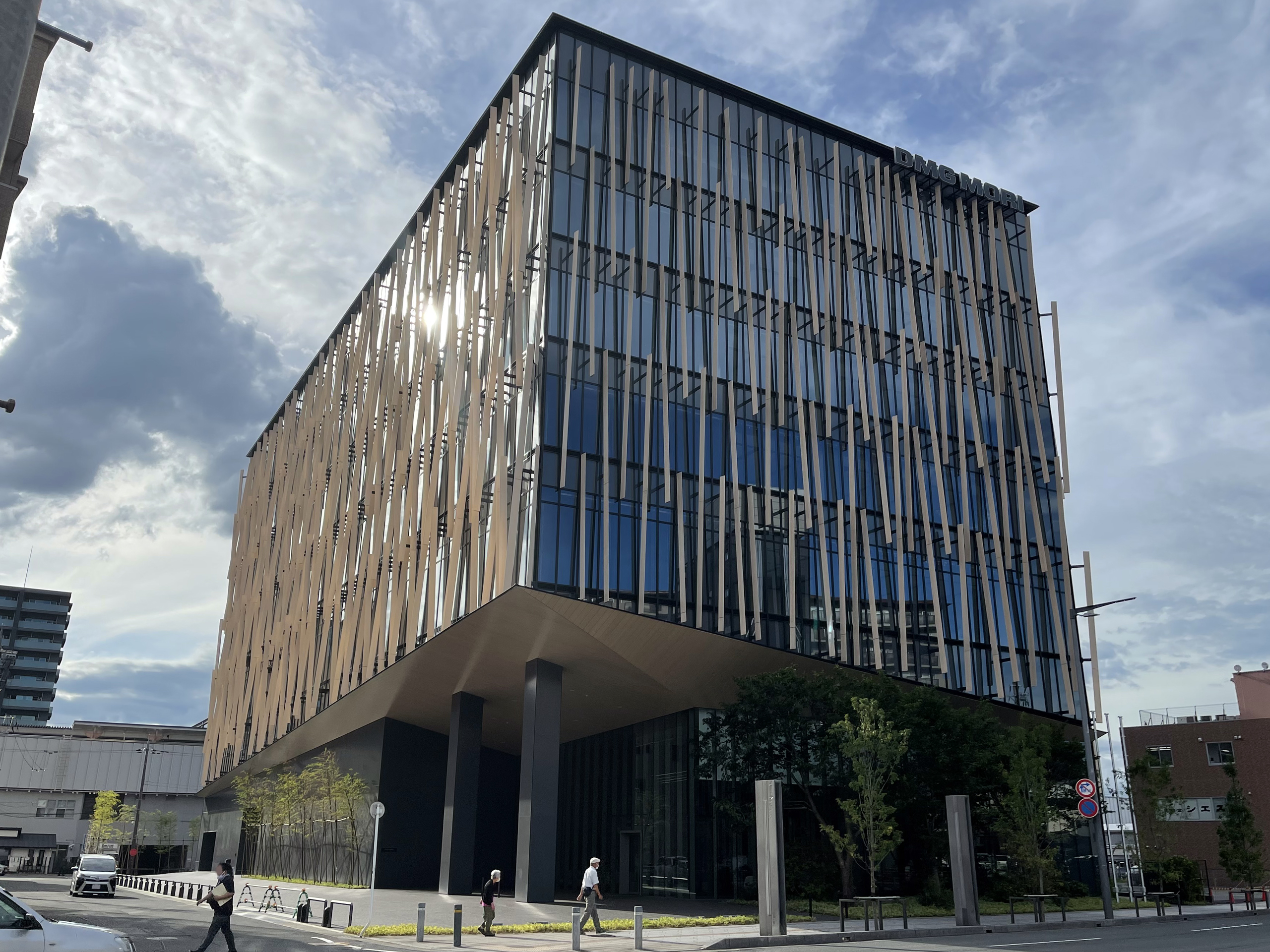
奈良商品開発センタ（2022年7月）

## 関連会社
- DMG MORI AG
- DMG森精機セールスアンドサービス株式会社
- DMG MORI Digital株式会社
- 株式会社太陽工機
- DMG MORI Precision Boring株式会社
- 株式会社マグネスケール
- テクニウム株式会社
- 株式会社サキコーポレーション
- 株式会社 T Project
- 株式会社 WALC
- DMG MORIキャステック株式会社
- DMG森精機CIRCULAR株式会社
- まほろばファーム株式会社

## 提供番組
現在
- 港時間（2019年10月3日- テレビ朝日制作・ANN系列）
- DMG MORISEIKI Music Machine Go! Go!☆（2007年4月- ニッポン放送）

## 文化・スポーツ支援

### ヨット
- 2018年、日本初のプロフェッショナル外洋セーリングチーム「DMG MORI SAILING TEAM」を立上げ、プロセーラーで海洋冒険家の白石康次郎をスキッパーとして迎え入れる。チームとしては2020年に単独無寄港無補給世界一周「ヴァンデ・グローブ2020」に挑戦し、アジア初完走を達成した。
- ヴァンデ・グローブ2024年にも出場、完走した。

### スポーツクライミング
- 2023年、三重県伊賀市にDMG MORIアリーナを開所。国内最大規模の設備を整えたスポーツクライミング施設は、リード・ボルダー・スピードの3種の壁が屋内に常設された国内唯一のアリーナで、第一競技場においてはリードクライミングの国際大会の開催も可能である。[広報 28]
- 2024年3月にリードジャパンカップが開催される。

### 鳥人間コンテスト
- 2016年8月、鳥人間コンテスト人力プロペラ機部門にバードマンハウス伊賀（DMG森精機のクラブチーム）として初出場して3位入賞（記録は17,854.09m）。翌年8月にも出場し、現行ルール上初の往復で40kmを達成して初優勝。2019年8月、前年のコンテスト中止を挟み、かつ往復距離が60kmに変更された中で周回を達成し、2回目の優勝を遂げた。2023年の第45回大会では69,682.42mを飛行し、自チームの持つ大会記録を更新し優勝した。

### 音楽
- 2018年11月に同社がドイツで開催したコンサートにて急遽演奏を依頼したことから、それ以降音楽家反田恭平を応援しており、2021年5月にJapan National Orchestra株式会社（JNO）を奈良県奈良市に設立。反田恭平と若きソリストと共に、創業地である奈良およびグローバルで活動し、クラシック音楽を通じた新たな文化・芸術の創造・発展に貢献している。
- 奈良県で開催されている「ムジークフェストなら」に、2012年の開始当初より協賛。
- 奈良県内の小・中・高等学校等へ上質なクラシック音楽鑑賞、体験、指導の機会を提供することを目的としたアウトリーチ活動を行っている。

### アート
- 2020年より、国内外の第⼀線で活躍するアーティストを支援し、20代、30代の新進気鋭のアーティストの展覧会であるARTISTS' FAIR KYOTOに協賛。ARTISTS' FAIR KYOTOのディレクターを務める京都芸術⼤学の椿昇教授に監修いただき、工場や施設にアーティストの作品を展示。
- 京都で開催される、今後活躍が期待される写真家やキュレーターの発掘と支援を目的とした公募型アートフェスティバルKG+に2017年～2020年に協賛。また、パリ市発祥の「ニュイ・ブランシュ（白夜祭）」に着想を得た、一夜限りの現代アートの祭典「ニュイ・ブランシュKYOTO」に2019年から協賛。

## 労働災害

### 社員の過労自殺
2020年5月、DMG森精機に技術職として勤めていた入社2年目の男性社員（当時24歳）が2018年12月に自殺し、奈良労働基準監督署が2020年4月16日付で過労自殺として労災認定していたことがわかった。死の直前には1か月の時間外労働が120時間を超え、精神障害が原因と認めた。
遺族の代理人弁護士によると、男性は2017年4月に新卒で入社し、2018年7月に東京から奈良県大和郡山市の事業所に転勤。工作機械の制御設計を担当し、事業所では工作機械ロボットのプログラムを作成、約55キロ離れた伊賀事業所（三重県伊賀市）でロボットにインストールする業務を行っていた。
2018年9月頃から労働時間が長くなり、亡くなる直前の1か月間の時間外労働時間は「過労死ライン」の月100時間を超える124時間に上った。奈良県の事業所と三重県伊賀市の事業所を往復2時間かけて頻繁に車で往復し、午前7時頃から翌日午前3時頃まで働き続ける日もあった。当時より制度上存在していた「勤務間インターバル制度」は実質機能していなかった。上司からは「残業が60時間を超えると査定に響く」と言われるなど、パワハラともいえる事情もあったといい、自殺の1か月前の深夜には「疲れたよ、死にたいよ」という独り言が自室のスマートスピーカーに録音されていた。その後、責任の所在は明らかにされていない。
DMG森精機では、事案を認知した翌日（2018年12月14日）より、「勤務間インターバル12時間・12時間以上の在社禁止」という社内ルールを設け、過重労働を発生させない取り組みを再構築した。更に、2020年1月1日からは、上述のインターバル制を「在社時間11時間未満・インターバル12時間」に強化するとともに、年間労働時間を2100時間までしか認めない新ルールの運用を開始した。また、これらの制度の運用を徹底するために、入退室を管理するセキュリティゲートの設置、休日を含むインターバル時間外のPCの使用ロックなどの物理的な制約の導入のほか、労働時間を日々チェックする担当者の任命など、実効性を担保するための様々な施策を講じている。
一方、男性が亡くなった2018年にも社長の森雅彦は『日本経済新聞』にて、「月平均残業時間は2015年が34時間だったのに対し、2017年は20時間と短くなっています。年間総労働時間も2017年は2000時間強なので、2015年の2400時間に比べればだいぶ短くなりました。」、また『朝日新聞』では「月の残業時間は20時間以内に抑えられている。残業を減らすには、上から呼びかけるしかない。先日も経営陣を集めた会議で「開発計画が遅れてもいいから残業はするな」と指示しました。」とコメントしていた。
同社はこれを重大事項と受け止め、これ以降社内の働き方改革を徹底していく。
2018年に12時間勤務間インターバルを義務化、2019 年に全社員に人間ドック方式の健康診断を導入、2020年に敷地内全面禁煙に踏み切る。また、社員の心身の健康向上を目指して、労働時間・在社時間の厳格管理、勤務間インターバルの確保、全社員の年間有給休暇20日完全取得の推進、男性の育児休暇完全取得を目指すなど、社員の働き方改革と生産性向上、社員それぞれが活躍しサステナブルな生活を送ることができる環境整備に取り組んでいる。
2021年1月には、『DMG森精機 健康経営宣言』を発表し、経営理念に掲げている「よく遊び、よく学び、よく働き」を体現する社員の、健康の維持・増進に向けて取り組んでいる。
2023年には経済産業省と日本健康会議が共同で選定する「健康経営優良法人2023（大規模法人部門（ホワイト500））」に認定、2024年には2年連続のホワイト500に認定されたことに加えて、健康経営銘柄に認定。2025年には3年連続のホワイト500、2年連続の健康経営銘柄に認定された。

### 広報資料・プレスリリースなど一次資料
1. ↑  2022年7月 創業地奈良へ本社移転 奈良と東京の二本社制導入のお知らせ DMG森精機（2022年3月22日）2022年6月2日閲覧
2. ↑  （株）森精機製作所のソニーマニュファクチュアリングシステムズ(株)の計測機器事業譲受に関する子会社化完了のお知らせ　株式会社森精機製作所・IRトピックス（2010年3月31日）
3. ↑  10 月1 日、「株式会社森精機製作所」から 「DMG 森精機株式会社」へ DMG森精機プレスリリース（2013年9月30日）
4. ↑  “株式会社アマダ 旋盤事業譲受けについて”.   DMG森精機株式会社 (2014年10月27日). 2014年10月28日閲覧。
5. ↑  DMG 森精機と KDDI、5Gを活用したデジタルファクトリーの実現に向け、共同検討を開始～DMG森精機の伊賀・東京の拠点に5G環境を構築～DMG森精機プレスリリース（2020年5月21日）
6. ↑  DMG 森精機と NTT Com、自律走行型ロボットをローカル 5G で遠隔操作する共同実験を開始DMG森精機プレスリリース（2020年5月21日）
7. ↑  デジタルツインショールーム完成！伊賀グローバルソリューションセンタをフルCG（4K画質）化！DMG森精機プレスリリース（2020年7月3日）
8. ↑  「DMG 森精機 健康経営宣言」心身ともに健康に働ける職場づくりをより一層推進DMG森精機プレスリリース（2021年1月28日）
9. ↑  女性工学系人材の育成支援 国立大学法人奈良女子大学と包括協定を締結 DMG森精機プレスリリース（2022年3月1日）
10. ↑  2022 年 7 月 創業地奈良へ本社移転 奈良と東京の二本社制導入のお知らせDMG森精機プレスリリース（2022年3月22日）
11. ↑  DMG森精機 伊賀事業所 国内最大の自家消費型太陽光発電システムを導入DMG森精機プレスリリース（2022年9月20日）
12. ↑  「DMG MORI ACADEMY 浜松、開所のお知らせDMG森精機プレスリリース（2023年4月27日）
13. ↑  「DMG MORI ACADEMY 金沢、開所のお知らせDMG森精機プレスリリース（2023年5月15日）
14. ↑  「DMG MORI ACADEMY 仙台、開所のお知らせDMG森精機プレスリリース（2023年9月8日）
15. ↑  「DMG MORI ACADEMY 岡山、開所のお知らせDMG森精機プレスリリース（2024年5月29日）
16. ↑  「倉敷機械株式会社の株式の取得（連結グループ化）に関するお知らせDMG森精機プレスリリース（2023年9月6日）
17. ↑  倉敷機械株式会社の株式の取得（連結グループ化）日の確定並びに株式取得会社及び譲渡価額の変更に関するお知らせ DMG森精機プレスリリース（2023年12月19日）
18. ↑  DMG 森精機グループ会社 社名変更のお知らせ「倉敷機械株式会社」から「DMG MORI Precision Boring 株式会社」へDMG森精機プレスリリース（2024年3月27日）
19. ↑  DMG 森精機、「健康経営銘柄」に初めて選定「健康経営優良法人2024 ホワイト500」に 2年連続で認定DMG森精機プレスリリース（2024年3月11日）
20. ↑  大物鋳物部品の切削、研削加工に対応 DMG 森精機 伊賀事業所 第3精密加工工場 稼働開始DMG森精機プレスリリース（2024年4月18日）
21. ↑  DMG 森精機、SBT「ネットゼロ目標」の認定を取得DMG森精機プレスリリース（2024年7月1日）
22. ↑  DMG 森精機 伊賀事業所、2024 年度デミング賞を受賞DMG森精機プレスリリース（2024年10月1日）
23. ↑  “DMG森精機　奈良事業所 従来比約4倍！世界最大級のシステムソリューション工場へ”.   DMG森精機株式会社 (2025年4月15日). 2025年4月15日閲覧。
24. ↑  “奈良商品開発センタ内にAMイノベーションセンタ開所 お客様の革新的な製品開発をサポート”.   DMG森精機株式会社 (2025年4月16日). 2025年4月16日閲覧。
25. ↑  ロシア事業の影響についてDMG森精機プレスリリース（2022年3月3日）
26. ↑  ロシアに関するステートメントDMG森精機プレスリリース（2023年9月29日）
27. ↑  ロシアに関するステートメント 調査の結果、ロシアによるウクライナ侵攻開始以後、DMG MORIはロシアに機械を供給していないことを確認 DMG森精機プレスリリース（2023年10月25日）
28. ↑  「DMG MORI アリーナ」 開所のお知らせDMG森精機プレスリリース（2023年9月14日）
29. ↑  “過重労働問題の再発防止に向けた取り組みについて”.   DMG森精機株式会社 (2020年10月1日). 2020年10月1日閲覧。
30. ↑  “「DMG 森精機 健康経営宣言」心身ともに健康に働ける職場づくりをより一層推進”.   DMG森精機株式会社 (2021年1月28日). 2021年1月28日閲覧。
31. ↑  “「健康経営銘柄」に2年連続、「健康経営優良法人～ホワイト500～」に3年連続で認定”.   DMG森精機株式会社 (2025年3月10日). 2025年3月10日閲覧。